# Buraco (jogo de cartas)
Buraco, biriba ou canastra (ou ainda canasta) é um jogo de cartas que foi inventado nos anos 40, no Uruguai, a partir de outro chamado 500 rum.
O jogo espalhou-se, recebendo vários outros nomes. É um jogo de baralho para duplas, ou individual (um jogador de cada lado). Usam-se dois baralhos completos de 52 cartas e, opcionalmente, os curingas (jokers). Também considera-se curinga todas as cartas de número 2.
Jogam-se várias rodadas, sendo somados os pontos atingidos por cada dupla, até que se atinjam 3 000 ou 5 000 pontos. Só pode-se bater com uma canastra limpa, caso a dupla não tenha uma limpa, é descontado todos jogos e cartas.

## História
O jogo de Canasta foi criado por Segundo Santos e Alberto Serrato em Montevidéu, Uruguai, em 1939. Nos anos 1940 o jogo espalhou-se na forma de milhares de variações para o Chile, Peru, Brasil e Argentina onde suas regras foram refinadas, antes de ser introduzidos nos Estados Unidos em 1949 por Josefina Artayeta de Vel (Nova Iorque), onde ele era chamado de Argentine Rummy por Ittilie H. Reilly em 1949 e Michael Scully da Coronet magazine em 1953. Em 1949/1951 o Regency Club de Nova Iorque escreveu as Official Canasta Laws ("Leis Oficiais de Canasta"), que foram publicadas junto com especialistas do jogo da América do Sul pela National Canasta Laws Commissions dos EUA e Argentina. O jogo rapidamente se tornou um sucesso nos anos 1950 gerando uma avalanche de vendas de baralhos, suportes de baralhos e livros sobre o assunto.

## Objetivo
O objetivo do jogo é fazer o máximo de pontos que são os valores somados das cartas "baixadas" por cada dupla, e das "canastras" (sequência de sete ou mais cartas de mesmo naipe), sendo que a canastra "limpa" (sem curingas) vale 200 pontos, a "suja" vale 100 pontos e os jogos que não chegaram a formar canastra valem apenas a soma dos pontos de suas cartas.
Para chegar ao máximo de pontos são jogadas várias partidas, sendo que em cada rodada os dois maços são embaralhados e a cada rodada uma pessoa diferente dá as cartas (em sequência, no sentido anti-horário). Sempre inicia o jogo quem está a direita do jogador que deu as cartas. Na próxima rodada, esta pessoa dará as cartas.

## Canastras
Considera-se "canastra limpa" um conjunto de sete cartas do mesmo naipe, em sequência contínua, sem uso de coringa. A carta 2 pode estar presente contanto que esteja em seu lugar de costume (entre o ás e o 3).
Em variações de jogos, podem existir quatro tipos de canastra:
- suja: canastra com pelo menos 7 cartas sequenciais usando um coringa.
- limpa: canastra com pelo menos 7 cartas sequenciais, sem uso de coringa.
- canastra de quinhentos: vai de ás a K (rei), sem coringas.
- canastra real: de ás a ás, sem coringa.
- canastra real: de mas de seis ás vale 1000 pontos.

A canastra suja que usar o coringa 2, no caso de ser do mesmo naipe, pode tornar-se limpa durante a partida.

## "Lavadeiras"
Alguns jogos, mas não o buraco tradicional, admitem a canastra chamada "lavadeira", em que se usam cartas iguais, de naipes variados. Por exemplo, na lavadeira de ás, usam-se ao menos três ases de naipes variados sendo que sua pontuação não vale como canastra mas serão somados na contagem final.

## Baixar
Para valer pontos, as cartas devem ser baixadas, isto é, colocadas sobre a mesa, com a face para cima, em grupos de, ao menos, três cartas sequenciais, formando um "jogo". Após um jogo iniciado, pode-se então acrescentar mais cartas, de uma em uma ou mais. Se a sequência atingir sete cartas, torna-se uma canastra. Podem-se usar curingas para substituir as cartas que estiverem faltando, mas apenas um por sequência ou canastra. Pode-se mover o 2 até sua posição correta antes de fechar a canastra para evitar formar uma canastra suja, mas não se pode "limpar" uma canastra suja.
Em jogos de duplas, ambos os jogadores podem baixar jogos, os quais, uma vez baixados, podem ser complementados por qualquer um dos jogadores da dupla em sua respectiva vez. É costume que todos os jogos baixados por uma dupla sejam dispostos sobre a mesa à frente de apenas um dos parceiros.
Se os jogadores ou o jogador estiver vulnerável no jogo fechado, ou seja, com o lixo preso, permanecem as regras básicas do buraco, sendo assim, você pode sim usar o lixo para contar os 75 pontos.

## O descarte (Lixo)
O descarte, ou lixo, é uma parte muito importante do jogo. É formado por cartas que já passaram pelas mãos de outros jogadores e foram descartadas. Ao invés de comprar cartas novas, você pode usar o lixo para montar novos jogos, completar sequências da mesa para formar canastras e, é por isso que se deve prestar atenção para não ajudar o adversário.
No Buraco com o lixo preso o descarte só poderá ser pego caso o jogador tenha em sua mão no mínimo duas cartas que façam sequência com a última carta do lixo e obrigatoriamente este jogo deverá ir para a mesa.
No Buraco com lixo solto o descarte poderá ser pego quando for conveniente ao jogador mas essa modalidade não é normamente adotada pois tende a tornar o jogo ruim pois alguns jogadores fazem disso regra e não contribuem com novas cartas no jogo.

## Pontos
Valor das cartas:
Cartas de 3 ao 7 - Valem 5 pontos
Cartas do 8 ao K - Valem 10 pontos
Carta 2 - vale 10 pontos
O Ás - Vale 15 pontos
O Coringão-joker - Vale 20 pontos (esta carta é opcional no jogo)
Valor das canastras:
Canastra suja: 100 pontos
Canastra limpa: 200 pontos
Canastra real (limpa de ás a Rei): 500 pontos
Canastra de ás (real + ás: começa e termina com ás): 1000 pontos
Valor das jogadas:
Quando o jogador/dupla bate, somam-se os pontos da mesa e mais 50, pela batida. Quando não pega o morto, desconta-se 100 pontos como penalidade:
- perder o morto: 100 pontos negativos;
- pegar um morto: zero pontos; no caso de ambos perderem os mortos, na substituição do monte, tem-se que ninguém perde os 100 pontos.

## Bater
Chama-se bater quando o jogador não fica com nenhuma carta na mão.
Há duas formas de bater para cada dupla. Na primeira vez, não é necessário ter canastras: e o jogador simplesmente pega um dos conjuntos de onze cartas que foram separadas no início como "morto" e o jogo continua. Se o jogador que bateu pegando o morto, descartou, a vez de jogar já será de outro; todavia se ele ainda não descartou, pode continuar baixando cartas de seu morto e, então, descartar uma para dar sequência ao jogo.
Na segunda batida (da dupla, independente de qual dos parceiros pegou o morto) a rodada terminará, pois cada dupla só pegará um morto. Para bater da segunda vez, é preciso ter pego o morto e ter ao menos uma canastra limpa.
Caso uma das duplas não tenha pego o morto, e este estiver no monte, a dupla pode bater desde que tenha canastra limpa. Caso ambas não tenham pegado o morto, e os dois mortos estejam no monte, todos podem dar a batida final se possuírem canastra limpa.
Quando um jogador bate todas as cartas nas mãos de seu parceiro, e as cartas na mão dos adversários não devem ser descartadas de imediato. Primeiro, somam-se os pontos totais para descontá-los dos pontos feitos na rodada. Após conferir o total existente nas mãos, as cartas vão, obviamente, descartadas para o monte. É o que se chama "pagar a mão".
Importante: o jogador que permanecer com apenas uma carta na mão (ficar na fina) só poderá bater com carta vinda do monte principal (caso a regra seja do Buraco preso) ou também do monte de descarte (lixo) (caso a regra seja do Buraco solto), isto vale tanto para alcançar "o morto" como para a batida final.

## Contagem dos pontos
Antes de se iniciar a contagem específica dos pontos, deve-se apurar de quanto cada dupla "sai".
Houve batida final ou o monte acabou? Algum lado deixou de pegar o morto?
Na mesa conta-se quantas canastras a dupla tem, somando-se os pontos. Os jogos com menos de sete ficam apenas para contagem posterior. A soma dos pontos das canastras, com a batida (se houve), descontado o morto que não foi pego (se o caso), e descontada o valor de "mão a pagar", é o total da saída.
Juntam-se todas as cartas dos jogos da mesa, canastras ou não, e conta-se por valor individual. Soma-se, então, este total com o da saída, anotando o valor para calcular o acumulado da partida.
O valor da contagem final da rodada para cada equipe deve ser múltiplo de 10, arredondando-se para cima se necessário. Por exemplo: após toda a contagem, 705 pontos são contabilizados como 710. É permitido, e não raro acontece, contabilizar pontuações finais negativas numa rodada.
Se a rodada acabou pelo esgotamento do monte, não há pontos de batida para ninguém e costuma-se convencionar nesses casos que é necessário "pagar a mão". O total na mão de uma dupla pode ser descontado/abatido do total de mão do adversário. Usa-se a batida final para pagar o morto. Não se pune o morto quando ambos não o pegam.
Detalhe: Se um jogador comprar o morto por batida indireta e o adversário terminar a partida antes que chegue sua vez de jogar, o morto deverá ser pago, como se não o tivesse sido comprado: pagará o morto (100 pontos negativos. O mesmo ocorre caso o jogador compre a última carta do monte e, portanto, não consiga utilizar o morto..
Quando a contagem acumulada de pontos atingir metade dos pontos necessários para vencer a partida, a dupla fica "vulnerável".

## Vulnerabilidade
Em partidas que terminam quando se alcançam 3 000 pontos ou mais, passam a ficar vulneráveis os jogadores que ultrapassarem (maior que) a metade dos pontos necessários para a vitória. Os jogadores vulneráveis somente poderão baixar caso o total de pontos das cartas baixadas seja igual ou superior a 75 pontos. Muitos dizem que quando o jogador baixar jogos cujas cartas somem menos de 75 pontos, os pontos dobram. No buraco "duro" a carta comprada da mesa deve obrigatoriamente fazer parte de um descarte "limpo".
Em alguns regimentos do buraco "duro" a equipe que atinge a vulnerabilidade e somatório maior, passa ser obrigada a comprar cartas, definido entre os jogadores por opção sem nenhuma interferência de gesto ou sinal, até o final da parcial.

## Estratégias
É preponderante no jogo de buraco que se acompanhem atentamente as compras realizadas da mesa pelos adversários e pelo próprio parceiro. Assim, é possível evitar que sejam entregues cartas que formariam jogos e dariam pontos ao outro time
Além, obviamente, do descarte do 2 que pelo fato de ser coringa, trava o lixo e pode ser comprado apenas na função de 2, são evitados os descartes iniciais das cartas 7 e 8, dado seu papel central no jogo, já que é impossível formar canastras limpas sem ao menos uma delas.
Normalmente, principalmente no início do jogo, descartam-se o 3 e o 4, a não ser que estejam "encaixadas" no seu jogo ou no do adversário. Se tiver uma canastra completa e tiver 3 cartas para descer, em seguida à canastra, é preferível descer estas cartas em separado, de forma a criar outra canastra.
Fique também atento ao número de cartas nas mãos dos adversários. Se um deles tiver poucas cartas na mão, depois de pegar o morto, ele pode bater a qualquer instante e você e seu parceiro pagarão todas as cartas que tiverem em mãos. Nesses casos, antes de comprar uma mesa cheia, conte os pontos que poderá descer e os que ficarão em sua mão, para ver se vale a pena.